# Amphipyra monolitha
Amphipyra monolitha är en fjärilsart som beskrevs av Achille Guenée 1852. Amphipyra monolitha ingår i släktet Amphipyra och familjen nattflyn. Inga underarter finns listade i Catalogue of Life.